# سیب بربرن

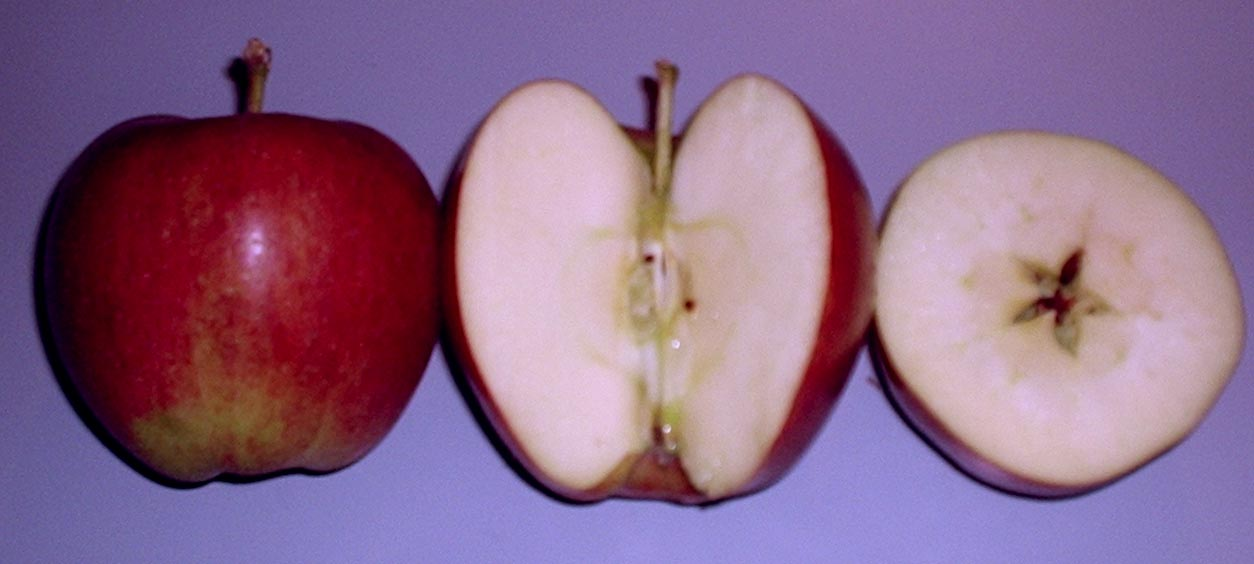
سیب بربرن، کامل و بریده شده

سیب بربرن (به انگلیسی: Braeburn) یک نوع سیب سفت است که پوست آن خطوط عمودی قرمز/ نارنجی و پیش‌زمینه زرد/سبز دارد. با متفاوت بودن آب و هوا در هنگام رشد شدت رنگ آن فرق می‌کند. هنگام گاز زدن بوی سیب پخش می‌شود. عقیده بر این است که این سیب از پیوند بین سیب سبز گرنی اسمیت و بانوی همیلتون حاصل شده‌است. نام خود سیب از باغ بربرن که اولین بار در آنجا به عمل آمد گرفته شده‌است.

## حساسیت به بیماری
- لکه سیاه سیب: بالا[۲]
- سفیدک سطحی سیب: بالا
- زنگ سیب: بالا
- آتشک: بالا